# هرفورد (تگزاس)
هرفورد، تگزاس(به انگلیسی: Hereford, Texas) شهری در ایالت تگزاس از ایالات جنوبی ایالات متحده آمریکا است. در سرشماری سال ۲۰۰۰، جمعیت این شهر ۱۴۵۹۷ نفر اعلام شد.

## نگارخانه

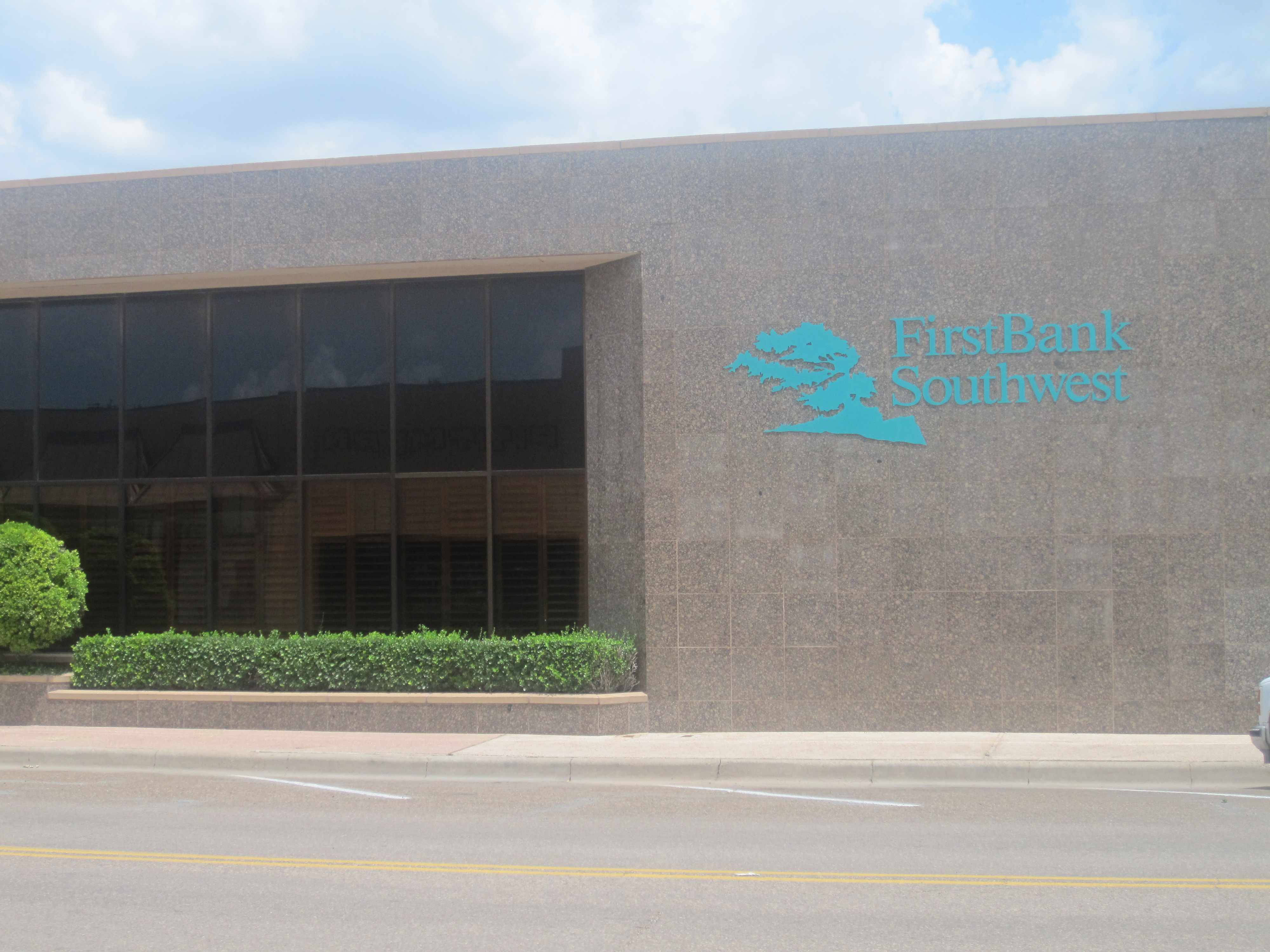
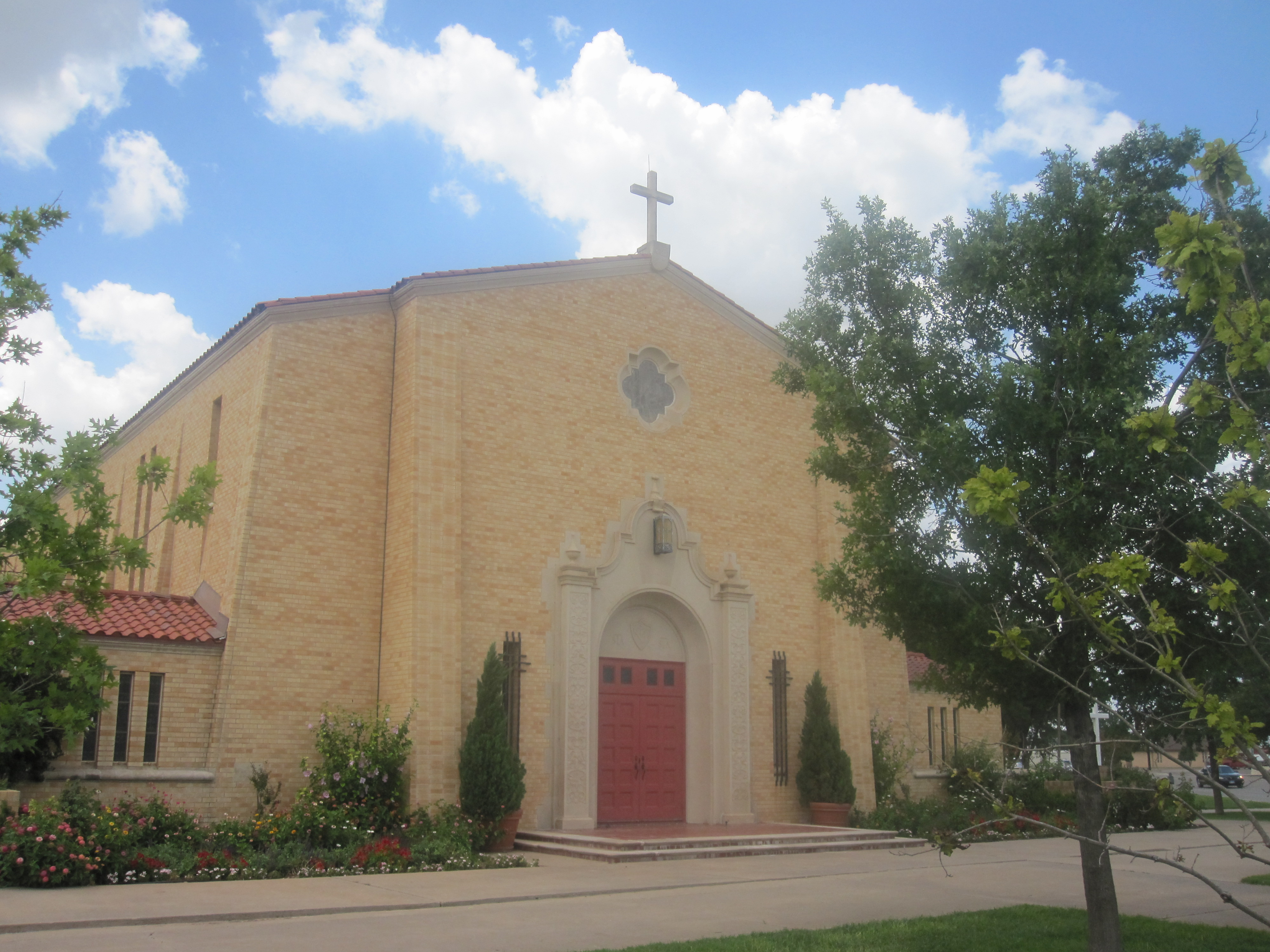